# Jeremy Borash
Jeremy Borash (né le 19 juillet 1974).

## Carrière dans le catch

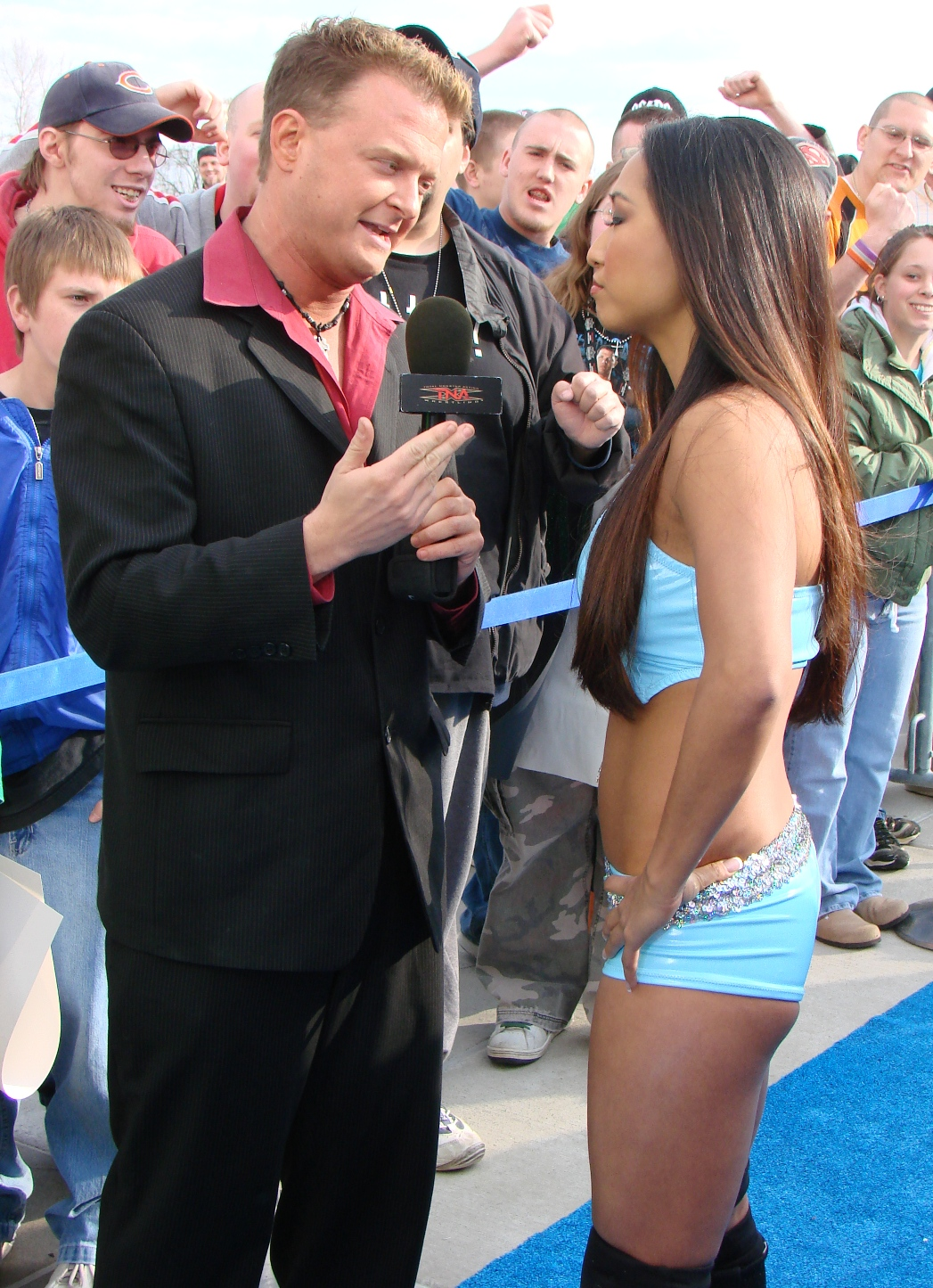
Jeremy Borash et Gail Kim Lockdown.

### World Championship WrestlingetWorld Wrestling All-Stars(1999-2001)
Il a travaillé dans les dernières années de vie de la World Championship Wrestling où après avoir travaillé comme webmaster il a intégré l'équipe créative[Quoi ?][source insuffisante].
Après le rachat de la World Championship Wrestling par la World Wrestling Federation en 2001 il travaille au sein de l'équipe créative ainsi que comme annonceur[Quoi ?] pour la World Wrestling All-Stars.

### Total Nonstop Action Wrestling (2002-2018)
Quand Jeff Jarrett fonde la Total Nonstop Action Wrestling il rejoint la fédération où il commence comme annonceur et continue de travailler en coulisse au sein de l'équipe créative.
Le 30 janvier 2018, PWInsider a rapporté qu'Il a quitte Impact[Quoi ?].

### World Wrestling Entertaiment (2018-...)
Le 30 janvier 2018, PWInsider a rapporté qu'Il a signé avec la WWE.

## Filmographie
- 2003 : Head of State
- 2005 : Forever Hardcore
- 2005 : Blue Collar TV